# エウゲーニー・ラチョフ
エウゲーニー・ミハイロヴィチ・ラチョフ（ロシア語:Евгений Михайлович Рачёв；ラテン文字表記:Evgenii Mikhailovich Rachev、1906年 - 1997年）は、ロシアの絵本作家。ウクライナ民話に挿絵を描いた「てぶくろ」が世界的に評価されている。エヴゲーニイ・ラチョーフと表記される場合もある。

## 概要
シベリアのトムスク生まれ。1924年クバン美術師範学校に入学、さらに1928年からキエフ美術大学デザイン学部に入って学び、在学中から挿絵画家として活動を開始した。1997年モスクワで没。
ラチョフの作品には動物が登場する民話や寓話に挿絵を描いたものが多い。
ライプツィヒ国際図書展銀メダル、ロシア連邦共和国人民芸術家など国内外で多数の賞を受賞。

## 2つの『てぶくろ』
ラチョフの『てぶくろ』として一般に広く知られているのは1950年版（福音館書店、1965年）であるが、ウクライナ民話集『麦の穂』のために新たに絵を描き直した1978年版（ネット武蔵野、2003年）が存在する。この両者は一見すると別人かと思うほど画風が違う。これはラチョフが1970年代初頭の前後で大きく画風を変化させたことが原因である。ラチョフ夫人は、1978年版を「より色彩豊かになり、それまでラチョーフの絵の特徴だった登場人物の黒い輪郭線も消えています。そのうえウクライナの伝統的な装飾模様とも、これまで以上によく合っていました。」と評価する一方で、「どちらの「てぶくろ」にもそれなりのよさがあり」と1950年版と1978年版に優劣はないと言っている。

## 主な作品
- 『てぶくろ』うちだりさこ訳、福音館書店 ISBN 4834000508
- 『マーシャとくま』 M.ブラートフ再話、うちだりさこ訳、福音館書店  ISBN 4834000117
- 『ウクライナ民話/ラチョーフ・シリーズ1 てぶくろ』田中潔訳、ネット武蔵野  ISBN 4944237723
- 『ウクライナ民話/ラチョーフ・シリーズ2 わらの牛』田中潔訳、ネット武蔵野  ISBN 4944237731
- 『ウクライナ民話/ラチョーフ・シリーズ3 麦の穂』田中潔訳、ネット武蔵野  ISBN 494423774X